# Ángel Barajas
Ángel Gabriel Barajas Vivas (* 12. srpna 2006 Cúcuta) je kolumbijský reprezentant ve sportovní gymnastice a stříbrný olympijský medailista. 
Gymnastice se věnuje od pěti let. Je členem klubu Liga Norte de Santander a jeho trenérem je Jairo Ruiz Casas. V roce 2018 se stal juniorským mistrem Kolumbie ve víceboji a o rok později byl zařazen do programu státem placené přípravy talentovaných sportovců.
V roce 2021 vyhrál panamerický šampionát juniorů v koni našíř. Na jihoamerických hrách mládeže v roce 2022 v Rosariu získal v osmi gymnastických disciplínách sedm zlatých medailí, pouze na kruzích skončil čtvrtý. Téhož roku získal na kontinentálním šampionátu zlato na hrazdě, stříbro ve víceboji, prostných a přeskoku, bronz na bradlech a čtvrté místo v soutěži družstev. Na mistrovství světa juniorů ve sportovní gymnastice, které se konalo v roce 2023 v Antalyi, vyhrál na hrazdě a v prostných, byl druhý ve víceboji a třetí na bradlech. Na Světovém poháru ve sportovní gymnastice v Baku v březnu 2024 obsadil třetí místo na hrazdě i na bradlech. 
Díky umístění v nářaďových soutěžích Světového poháru se kvalifikoval na olympiádu v Paříži v roce 2024. Získal zde stříbrnou medaili za finálovou sestavu na hrazdě, kde ho porazil pouze Japonec Šinnosuke Oka, a ve cvičení na bradlech obsadil čtrnácté místo. Stal se tak prvním kolumbijským gymnastou, který získal olympijskou medaili. Je také nejmladším kolumbijským olympijským medailistou v historii. Kolumbijský olympijský výbor ho jmenoval sportovcem roku 2024.
Je stoupencem evangelikální církve Iglesia de Dios Ministerial de Jesucristo Internacional.